# Giulio Bussi
Le comte Giulio Bussi (né le 12 mars 1646 à Viterbe - mort le 14 avril 1714 dans la même ville) est un poète italien.

## Biographie
Giulio Bussi était chambellan du pape Clément XI, et mourut à Viterbe, le 14 avril 1714. Il était membre de l'Académie d'Arcadie de Rome.

## Œuvres
Outre plusieurs drames en musique, comédies et poésies diverses, il a publié une traduction en vers des Héroïdes d’Ovide : Epistole eroiche d’Ovidio translate in terza rima, Viterbe, 1703-1711, 2 parties in-12. On l’a inséré, en partie, dans le t. 24 de la grande collection des traductions des poètes classiques, imprimée à Milan, 1745, in-4°.